# دكتاتورية عسكرية

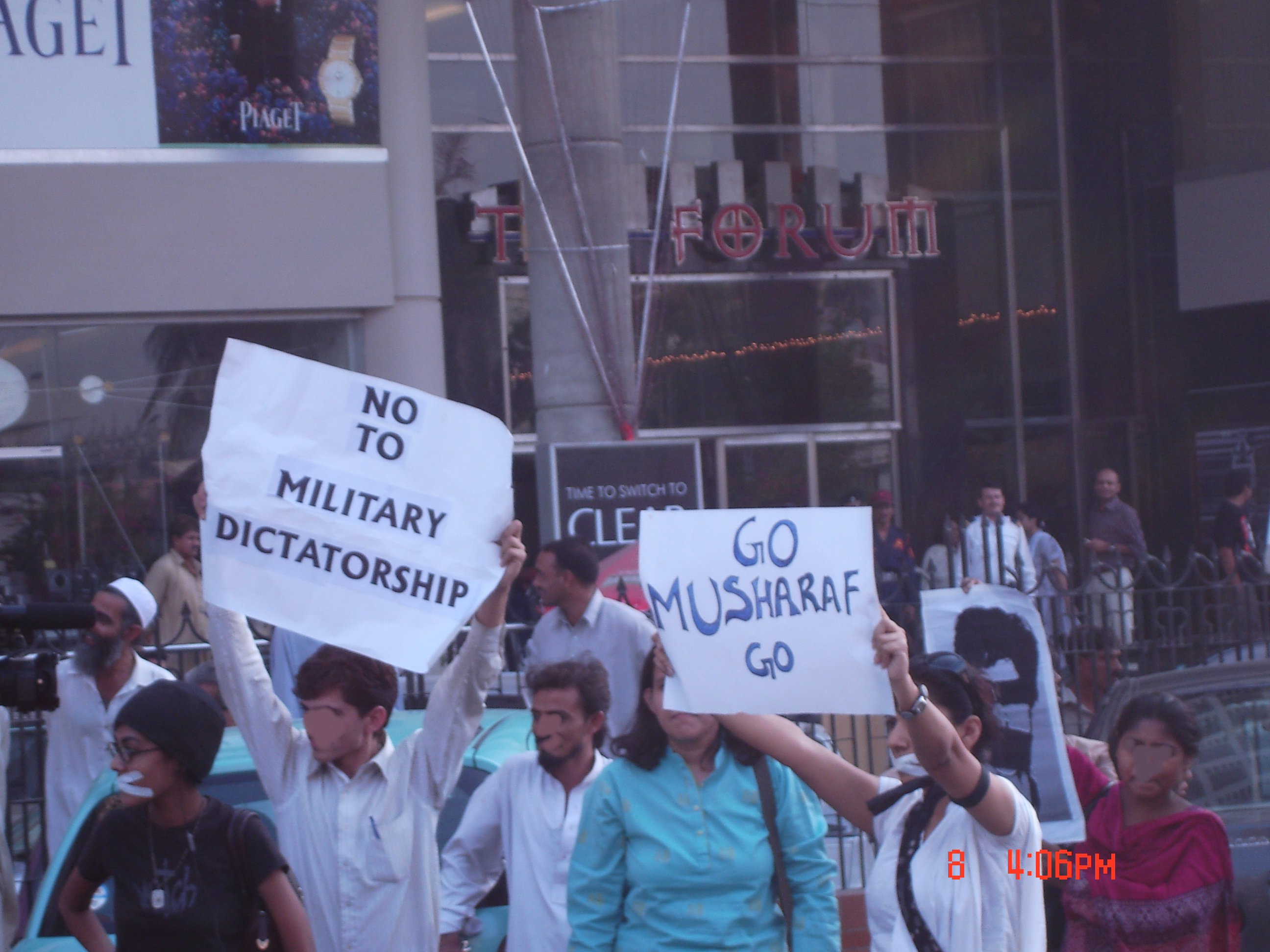
مظاهرة ضد الرئيس مشرف .باكستان

الدكتاتورية العسكرية تعني السيطرة المطلقة للسلطة العسكرية في الدولة على كل شيء سواء كان في الناحية السياسية أو الاقتصادية والاجتماعية.
تعدّ الدكتاتورية العسكرية هي أكثر أنواع الدكتاتوريات عنفاً في العالم نظراً انها مزودة بالقوة العسكرية التي تعدّ الأكثر قوةً في البلد المسيطر عليها، حيث يتم تطويع الادوات المسيطرة للبلاد بالإكراه أو بالتهديد بالقوة المطلقة.
وتعدّ أمريكا اللاتينية من أكثر الأماكن التي سيطر عليها من قبل دكتاتوريات عسكرية مثل النظام الحاكم السابق في بنما بقيادة "نورييجا"
والذي كان من امثاله في الأرجنتين والبرازيل وتشيلي في هذه النظام يستولي العسكريون على السلطة في كل الشؤون برتبهم ووظائفهم فمثلا يكون مدير المدينة ضابط برتبة كولونيل وحاكم المقاطعة ضابط برتبة جنرال، ويديرون البلاد طبقا للقوانين العسكرية فقط.
وحدث هذا أيضا في جمهورية مصر العربية بعد انقلاب تنظيم الضباط الاحرار عام 1952 واستيلائه على الحكم وانهاء الملكية وإعلان قيام الجمهورية لتقع مصر تحت الحكم العسكري.